# City of Bankstown
City of Bankstown is een Local Government Area (LGA) in Australië in de staat New South Wales in de agglomeratie van Sydney. City of Bankstown telt 179.657 inwoners. De hoofdplaats is Bankstown.